# AEW TNT Championship
Die AEW TNT Championship ist der Sekundär-Titel der US-amerikanischen Wrestling-Promotion All Elite Wrestling (AEW). Eingeführt am 30. März 2020, wird der Titel an männliche Einzelwrestler des AEW-Rosters vergeben. Wie im Wrestling allgemein üblich erfolgt die Vergabe nach einer zuvor bestimmten Storyline. Der Name des Titels und das Titeldesign beziehen sich auf den Fernsehsender TNT, der die wöchentlichen AEW-Sendungen in den Vereinigten Staaten ausstrahlt.

## Geschichte

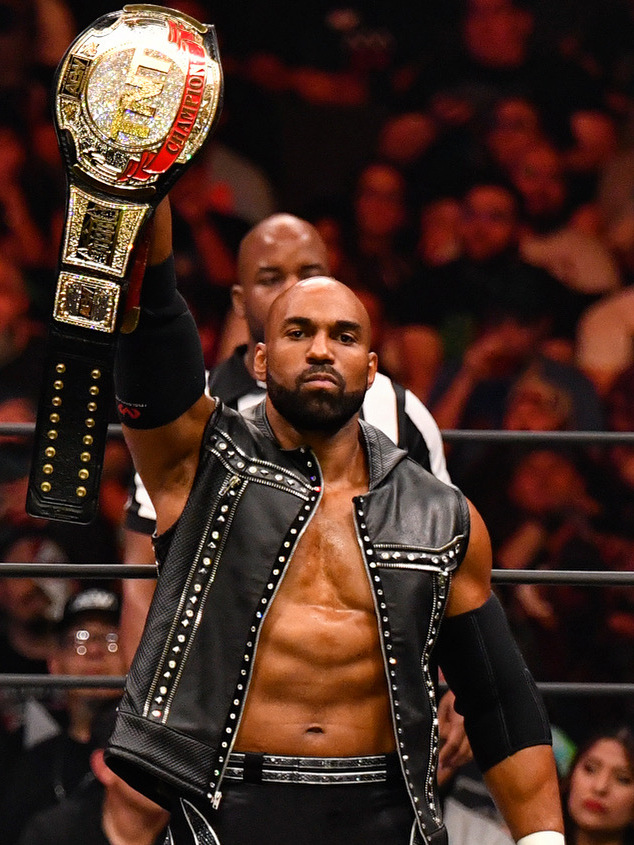
Scorpio Sky als AEW TNT Champion (2022)

All Elite Wrestling veröffentlichte am 30. März 2020 eine Pressemitteilung, in der die Promotion die AEW TNT Championship als Sekundär-Titel präsentierte. Der erste Titelträger wurde demnach in einem Turnier mit acht Teilnehmern ermittelt, welches in der Dynamite-Ausgabe vom 8. April 2020 begann. Die Teilnehmer des Turniers wurden in den Ausgaben von Dark am 31. März 2020 und Dynamite am 1. April 2020 bekanntgegeben. Das Turnierfinale zwischen Cody und Lance Archer fand beim Pay-per-View-Event Double or Nothing am 23. Mai 2020 statt. Dort wurde der Titel vom ehemaligen Boxer Mike Tyson präsentiert. Erster Titelträger wurde Cody. Das Gürteldesign war dabei zunächst provisorisch. Der endgültige Gürtel wurde erst im August 2020 fertig. In der Tribut-Show zu Ehren des verstorbenen ehemaligen TNT Champions Brodie Lee wurde dessen Sohn Brodie Jr. der Gürtel am 30. Dezember 2020 überreicht. Der zu diesem Zeitpunkt amtierende TNT Champion Darby Allin erhielt in der darauffolgenden Ausgabe von Dynamite ein neues Titeldesign.

## Eröffnungsturnier
| Viertelfinale Dynamite 8. April, 15. April & 22. April 2020 | Viertelfinale Dynamite 8. April, 15. April & 22. April 2020 | Viertelfinale Dynamite 8. April, 15. April & 22. April 2020 |  |               | Halbfinale Dynamite 29. April 2020 | Halbfinale Dynamite 29. April 2020 | Halbfinale Dynamite 29. April 2020 |  |  | Finale Double or Nothing 23. Mai 2020 | Finale Double or Nothing 23. Mai 2020 | Finale Double or Nothing 23. Mai 2020 |
|                                                             |                                                             |                                                             |  |               |                                    |                                    |                                    |  |  |                                       |                                       |                                       |
| 0                                                           | Shawn Spears                                                | 21:38                                                       |  |               |                                    |                                    |                                    |  |  |                                       |                                       |                                       |
|                                                             | Cody                                                        | Pin                                                         |  |               |                                    |                                    |                                    |  |  |                                       |                                       |                                       |
|                                                             |                                                             |                                                             |  |               | Cody                               | Pin                                |                                    |  |  |                                       |                                       |                                       |
|                                                             |                                                             |                                                             |  |               |                                    | Darby Allin                        | 20:10                              |  |  |                                       |                                       |                                       |
| 0                                                           | Sammy Guevara                                               | 10:50                                                       |  |               |                                    |                                    |                                    |  |  |                                       |                                       |                                       |
|                                                             | Darby Allin                                                 | Pin                                                         |  |               |                                    |                                    |                                    |  |  |                                       |                                       |                                       |
|                                                             |                                                             |                                                             |  |               |                                    | Cody                               | Pin                                |  |  |                                       |                                       |                                       |
|                                                             |                                                             |                                                             |  |               | Lance Archer                       | 21:09                              |                                    |  |  |                                       |                                       |                                       |
| 0                                                           | Kip Sabian                                                  | 14:10                                                       |  |               |                                    |                                    |                                    |  |  |                                       |                                       |                                       |
|                                                             | Dustin Rhodes                                               | Pin                                                         |  |               |                                    |                                    |                                    |  |  |                                       |                                       |                                       |
|                                                             |                                                             |                                                             |  | Dustin Rhodes | 22:45                              |                                    |                                    |  |  |                                       |                                       |                                       |
|                                                             |                                                             |                                                             |  |               |                                    | Lance Archer                       | Pin                                |  |  |                                       |                                       |                                       |
| 0                                                           | Lance Archer                                                | Pin                                                         |  |               |                                    |                                    |                                    |  |  |                                       |                                       |                                       |
|                                                             | Colt Cabana                                                 | 12:42                                                       |  |               |                                    |                                    |                                    |  |  |                                       |                                       |                                       |
|                                                             |                                                             |                                                             |  |               |                                    |                                    |                                    |  |  |                                       |                                       |                                       |

## Liste der Titelträger
| #  | Titelträger                           | Nr.  | Tage      | Datum              | Ort                        | Veranstaltung           | Anmerkung |
| -- | ------------------------------------- | ---- | --------- | ------------------ | -------------------------- | ----------------------- | --- |
| 1  | Cody Rhodes                           | 1    | 82        | 23. Mai 2020       | Jacksonville, FL           | Double or Nothing       | Besiegte Lance Archer im Turnierfinale um den neu eingeführten Titel. |
| 2  | Mr. Brodie Lee                        | 1    | 55        | 13. August 2020    | Jacksonville, FL           | Dynamite                | Ausgestrahlt am 22. August 2020. |
| 3  | Cody Rhodes                           | 2    | 31        | 7. Oktober 2020    | Jacksonville, FL           | Dynamite                | Dies war ein Dog-Collar-Match. Cody änderte seinen Ringnamen während dieser Regentschaft zu Cody Rhodes. |
| 4  | Darby Allin                           | 1    | 186       | 7. November 2020   | Jacksonville, FL           | Full Gear               | |
| 5  | Miro                                  | 1    | 140       | 12. Mai 2021       | Jacksonville, FL           | Dynamite                | |
| 6  | Sammy Guevara                         | 1    | 84        | 29. September 2021 | Rochester, NY              | Dynamite                | |
| 7  | Cody Rhodes                           | 3    | 36        | 22. Dezember 2021  | Greensboro, NC             | Rampage                 | Ausgestrahlt am 25. Dezember 2021. |
| -  | Cody Rhodes & Sammy Guevara (interim) | 3, 2 | 19        | 8. Januar 2022     | Charlotte, NC              | Battle of the Belts     | Cody Rhodes erhielt aufgrund eines Kontakts mit einer positiv an Corona getesteten Person keine medizinische Freigabe. Daher wurde ein Interimstitel eingeführt. Sammy Guevara besiegte Dustin Rhodes, um so Interimschampion zu werden. |
| 8  | Sammy Guevara                         | 2    | 42        | 27. Januar 2022    | Cleveland, OH              | Dynamite - Beach Break  | Sammy Guevara vereinte beide Titel mit einem Sieg über Cody Rhodes. Dies war ein Leitermatch. |
| 9  | Scorpio Sky                           | 1    | 38        | 09. März 2022      | Fort Myers, FL             | Dynamite                | |
| 10 | Sammy Guevara                         | 3    | 11        | 15. April 2022     | Garland, TX                | Battle of the Belts     | |
| 11 | Scorpio Sky                           | 2    | 70        | 27. April 2022     | Philadelphia, PA           | Dynamite                | Scorpio Sky besiegte Sammy Guevara in einem Ladder-Match bei AEW Dynamite und gewann somit den Titel innerhalb von 2 Wochen erneut zurück. |
| 12 | Wardlow                               | 1    | 136       | 6. Juli 2022       | Rochester, NY              | Dynamite                | Wardlow besiegte Scorpio Sky nach einem Pinfall in einem Street Fight. |
| 13 | Samoa Joe                             | 1    | 47        | 19. November 2022  | Newark, NJ                 | AEW Full Gear           | Samoa Joe besiegte Wardlow und Powerhouse Hobbs in einem Triple Threat Match um sich die TNT-Championship zu sichern. |
| 14 | Darby Allin                           | 2    | 28        | 4. Januar 2023     | Seattle, Washington        | AEW Dynamite            | Darby Allin besiegte Samoa Joe in seiner Heimatstadt Seattle um sich die TNT-Championship zu sichern. |
| 15 | Samoa Joe                             | 2    | 32        | 1. Februar 2023    | Dayton, Ohio               | AEW Dynamite            | Samoa Joe besiegte Darby Allin per Pinfall in einem No Holds Barred-Match um sich die TNT-Championship zum zweiten Mal zu sichern. |
| 16 | Wardlow                               | 2    | 3         | 5. März 2023       | San Francisco, Kalifornien | AEW Revolution 2023     | |
| 17 | Powerhouse Hobbs                      | 1    | 42        | 8. März 2023       | Sacramento, Kalifornien    | AEW Dynamite            | Powerhouse Hobbs besiegte Wardlow per 10-Count in einem Falls Count Anywhere-Match bei Dynamite. |
| 18 | Wardlow                               | 3    | 59        | 19. April 2023     | Pittsburgh, Pennsylvania   | AEW Dynamite            | |
| 19 | Luchasaurus                           | 1    | 98        | 17. Juni 2023      | Chicago, Illinois          | AEW Collision           | |
| 20 | Christian Cage                        | 1    | 98        | 23. September 2023 | Grand Rapids, Michigan     | AEW Collision           | Christian Cage besiegte Luchasaurus und Darby Allin in einem Triple Threat Match um sich die TNT-Championship zu sichern. |
| 21 | Adam Copeland                         | 1    | 3 Minuten | 30. Dezember 2023  | Long Island, New York      | AEW World‘s End         | Dies war ein No-DQ-Match. |
| 22 | Christian Cage                        | 2    | 81        | 30. Dezember 2023  | Long Island, NY            | AEW World‘s End         | Christian Cage löste den in der Zero Hour von Killswitch/Luchasaurus in einer Battle Royal gewonnenen Vertrag für ein TNT-Championship-Match ein, um sich den Titel nach gerade einmal 3 Minuten wieder von Adam Copeland zurückzuholen. |
| 23 | Adam Copeland                         | 2    | 70        | 20. März 2024      | Toronto, Kanada            | AEW Dynamite            | Dies war ein I-Quit-Match. |
| -  | Titel vakant                          | -    | 32        | 29. Mai 2024       | Inglewood, Kalifornien     | AEW Dynamite            | Nach einer Knieverletzung, die sich Adam Copeland bei Double or Nothing in einem Steel Cage-Match gegen Malakai Black zugezogen hatte, wurde die TNT-Championship vakantiert. Um einen neuen Champion zu ermitteln, wurde für Forbidden Door ein 8-Man-Ladder-Match angesetzt, für das sich ab sofort acht Wrestler in Qualifying-Matches dafür qualifizieren konnten. |
| 24 | Jack Perry                            | 1    | 146       | 30. Juni 2024      | Long Island, New York      | AEW Forbidden Door 2024 | Jack Perry setzte sich in einem 8-Man-Ladder-Match durch und kürte sich somit zum neuen TNT-Champion. |
| 25 | Daniel Garcia                         | 1    | 134       | 23. November 2024  | Newark, New Jersey         | AEW Full Gear 2024      | |
| 26 | Adam Cole                             | 1    | 97        | 06. April 2025     | Philadelphia, Pennsylvania | AEW Dynasty 2025        | Dies war ein No Time Limit & No outside interference-Match. |
| 27 | Dustin Rhodes                         | 1    | 19        | 12. Juli 2025      | Arlington, Texas           | AEW All In Texas 2025   | Dies war ein 4-Way-Match um die vakantierte TNT-Championship. Die weiteren drei Teilnehmer des Matches waren Kyle Fletcher, Daniel Garcia und Sammy Guevara. |
| 28 | Kyle Fletcher                         | 1    | 01+       | 31. Juli 2025      | Chicago, Illinois          | AEW Collision           | Dies war ein Chicago Street Fight. |

## Statistiken

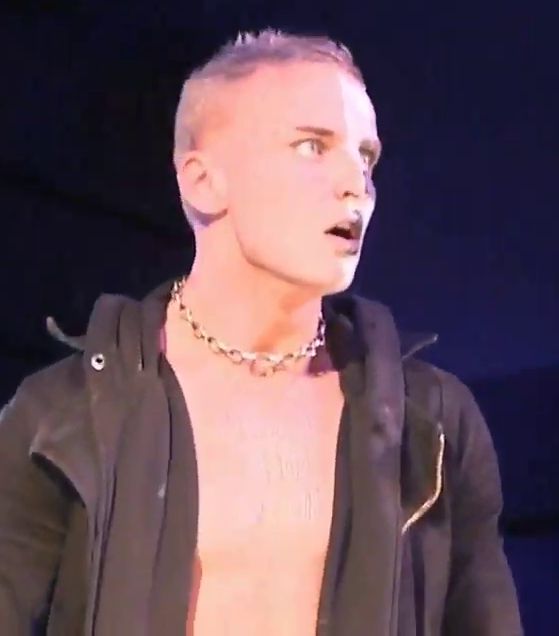
Hielt den Titel am längsten: Darby Allin (2018)

| Platz | Name             | Anzahl | Verteidigungen | Tage insgesamt |
| ----- | ---------------- | ------ | -------------- | -------------- |
| 1     | Darby Allin      | 2      | 12             | 215            |
| 2     | Wardlow          | 3      | 8              | 198            |
| 3     | Christian Cage   | 2      | 6              | 179            |
| 4     | Cody Rhodes      | 3      | 10             | 148            |
| 5     | Jack Perry       | 1      | 7              | 146            |
| 6     | Sammy Guevara    | 3      | 8              | 140            |
| 7     | Miro             | 1      | 8              | 140            |
| 8     | Daniel Garcia    | 1      | 7              | 134            |
| 9     | Scorpio Sky      | 2      | 3              | 108            |
| 10    | Luchasaurus      | 1      | 3              | 98             |
| 11    | Adam Cole        | 1      | 3              | 97             |
| 12    | Samoa Joe        | 2      | 3              | 79             |
| 13    | Adam Copeland    | 2      | 6              | 70             |
| 14    | Mr. Brodie Lee   | 1      | 2              | 55             |
| 15    | Powerhouse Hobbs | 1      | 4              | 42             |
| 16    | Dustin Rhodes    | 1      | 1              | 19             |
| 17    | Kyle Fletcher    | 1      | 0              | 01+            |